# 長篠設楽原パーキングエリア
長篠設楽原パーキングエリア（ながしのしたらがはらパーキングエリア）は、愛知県新城市にある新東名高速道路のパーキングエリアである。
当PA周辺は長篠設楽原の戦いが起きた場所で、下りPAからは隣接する織田信長本陣跡に徒歩で移動できる。
上下線集約型ではないが、上り線エリアも下り線側に設置された（新東名の静岡SAと同じ例）。建物については長篠設楽原の戦いにおける武田軍（上り線）、織田・徳川連合軍（下り線）のそれぞれ本陣をイメージしたものとなる。また、上下いずれにも、ヘリポート、ぷらっとパークが設置されている。

## 道路
- E1A 新東名高速道路

## 歴史
- 2014年（平成26年）9月18日 : 施設名称が「長篠設楽原PA」に決定したことが発表される（工事中名称は「設楽原PA」）[3]。
- 2016年（平成28年）2月13日 : 浜松いなさJCT - 豊田東JCT間開通[4][5][6][7]。

## 施設

### 上り線（東京方面）
- 駐車場
  - 大型 67台
  - 小型 29台
  - 身体障害者用 3台
- トイレ
  - 男性
    - 大13（和式 1器・洋式 12器）
    - 小15

  - 女性 39（和式 4器・洋式 35器）
  - 幼児用トイレ 
    - 大8（洋式 8器）
    - 小4

  - 車椅子用 2

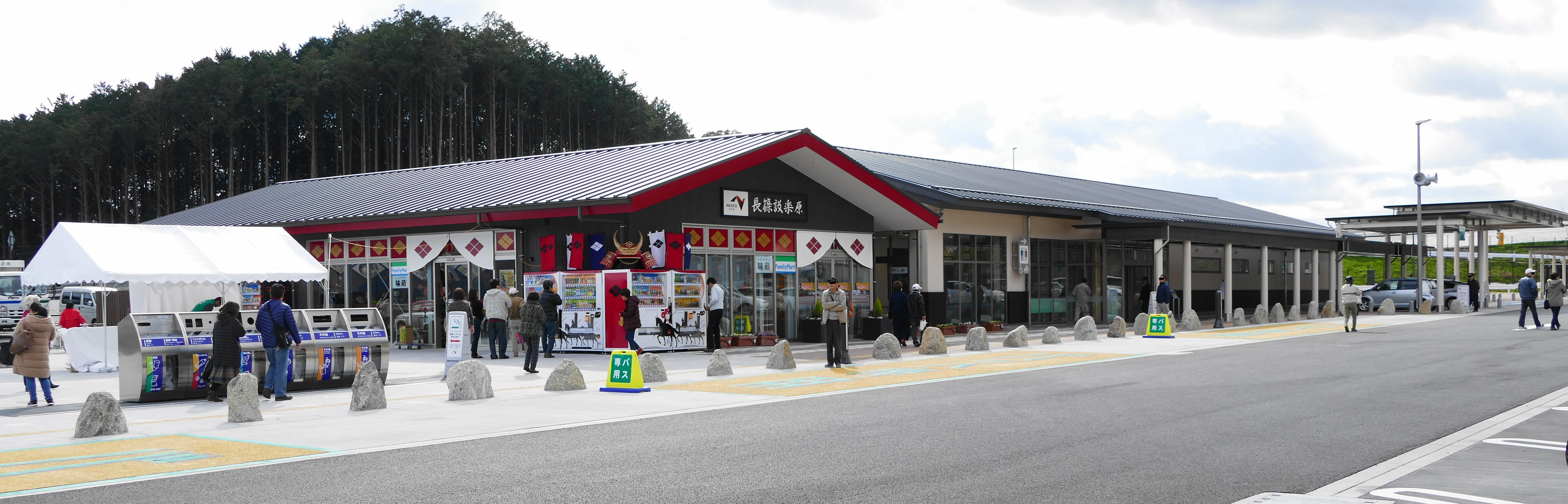
上り施設

- コンビニエンスストア「デイリーヤマザキ」（24時間）
- フードコート

### 下り線（名古屋方面）
- 駐車場
  - 大型 60台
  - 小型 26台
  - 身体障害者用 3台
- トイレ
  - 男性
    - 大13（和式 1器・洋式 12器）
    - 小15

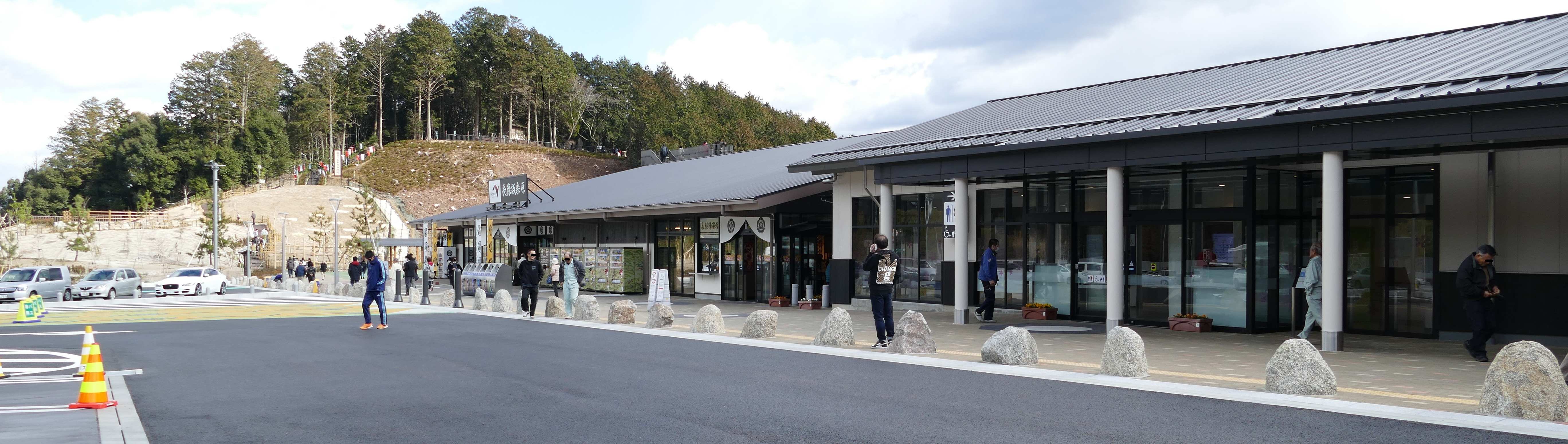
左奥：織田信長本陣跡の茶臼山、この1〜2km奧で両軍が激突した。右:下り施設

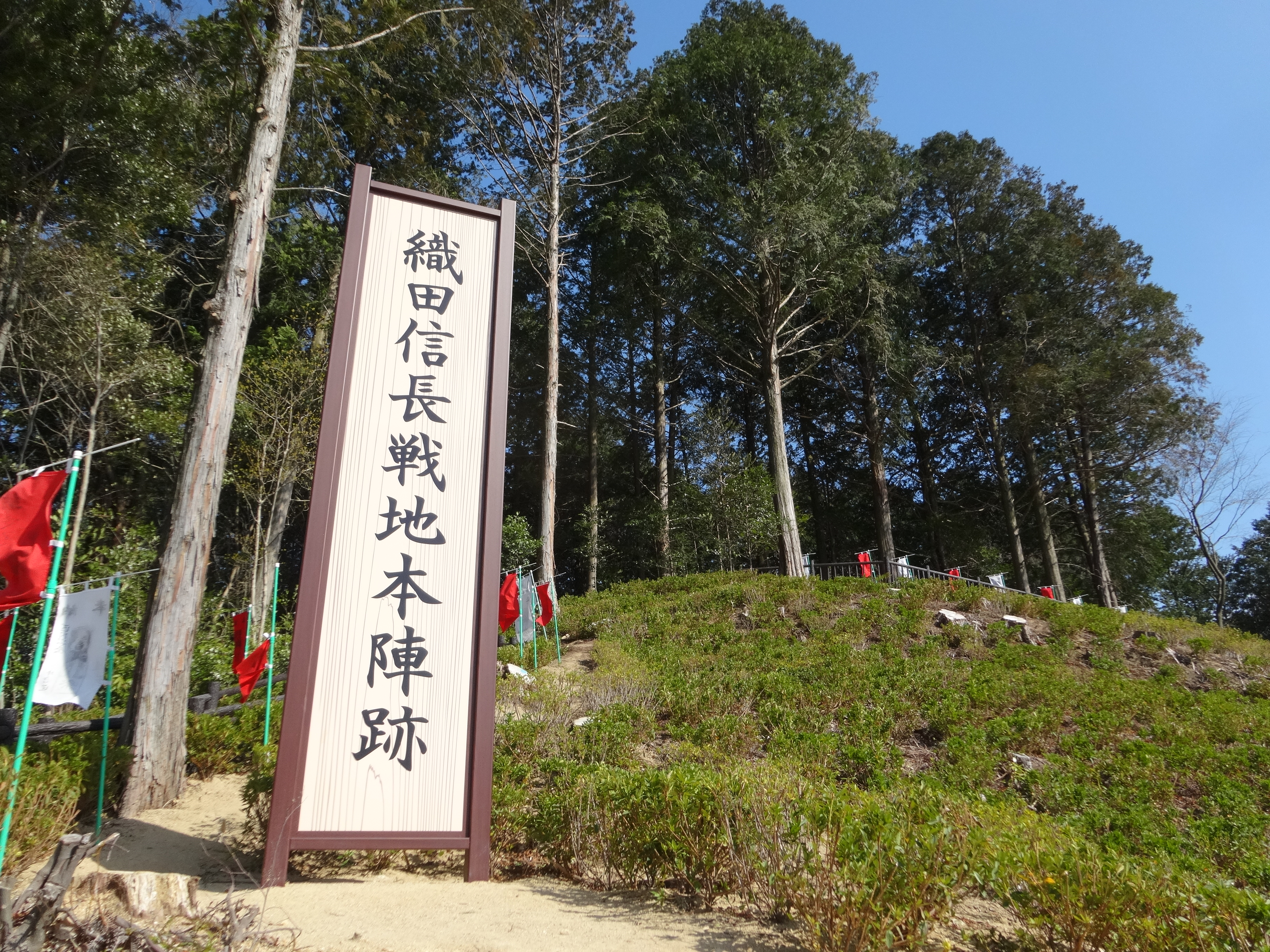
織田信長本陣跡

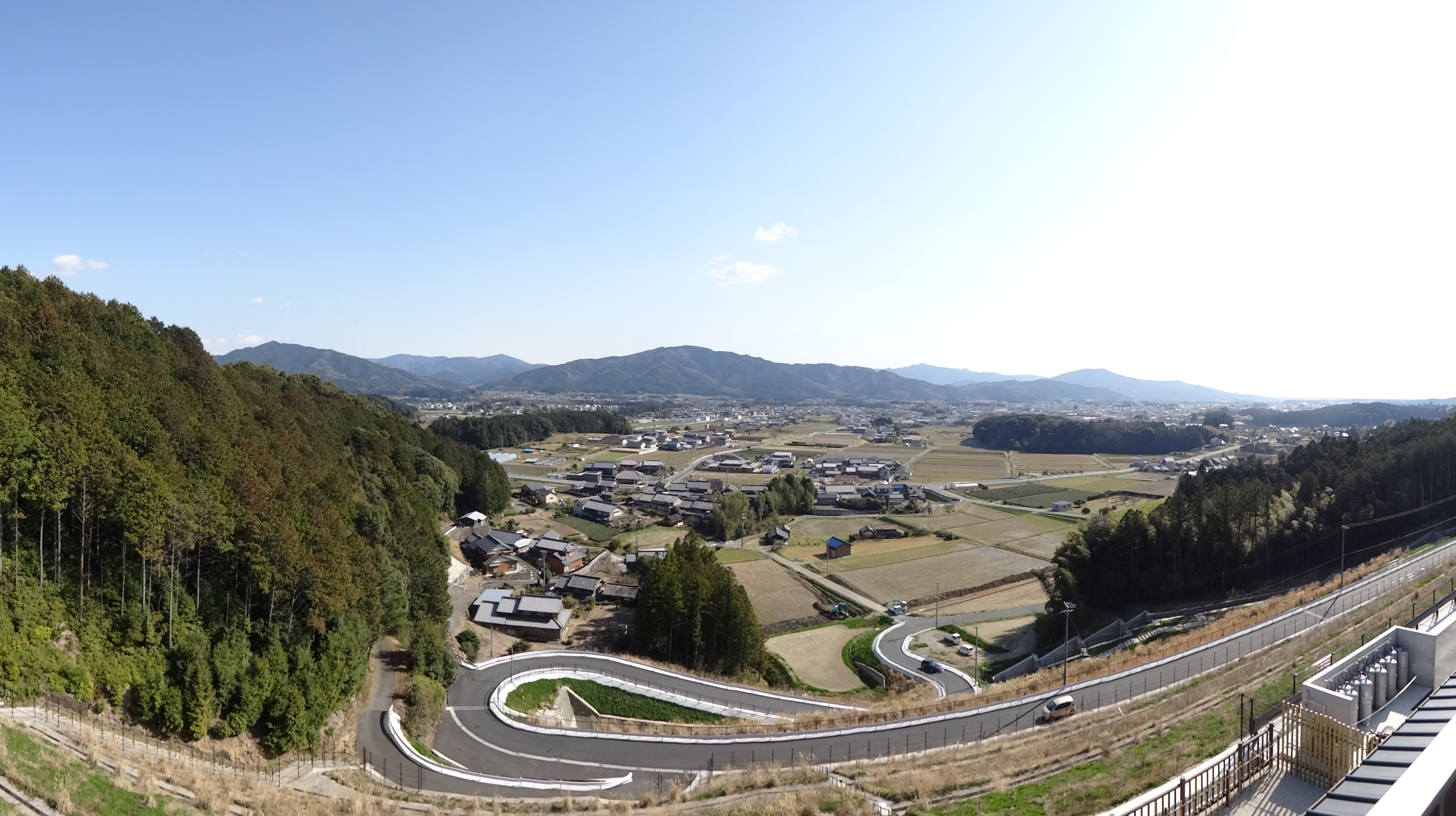
展望台からの景色

  - 女性 39（和式 4器・洋式 35器）　
  - 幼児トイレ
    - 大8（洋式 8器）
    - 小4

  - 車椅子用 2
- 売店
  - 東海道道の市（24時間）
- フードコート
- 物見櫓（古戦場や新城市街を一望）

## 隣
E1A 新東名高速道路
(16)新城IC - 長篠設楽原PA - (17)岡崎東IC